# Smolensk
Smolensk, raramente Esmolensco, (russo: Смоленск) é uma cidade no oeste da Rússia, localizada às margens do rio Dniepre, próxima da fronteira com a Bielorrússia. É centro administrativo da óblast de Smolensk. Sua população em 2005 foi estimada em 319 329 habitantes. Situada a 360 quilômetros (225 milhas) sudoeste de Moscou, esta cidade fortificada foi destruída várias vezes ao longo de sua história. Foi rota das invasões de Napoleão e Hitler. Atualmente, Smolensk é uma cidade industrial, principalmente nos ramos eletrônico, têxtil e alimentício. Por um curto período em 1919, a cidade pertenceu à República Socialista Soviética da Bielorrússia (RSSB), sendo um importante centro político.

## História

### Origens do nome
A origem do nome da cidade não é muito clara. Pode derivar da palavra da língua eslava smolnya significando "solo negro", ou do russo smola que pode significar alcatrão e resina. Pinheiros cresciam na área e a cidade foi, em certa ocasião, um centro de processamento e comércio de resina.

### Origem medieval

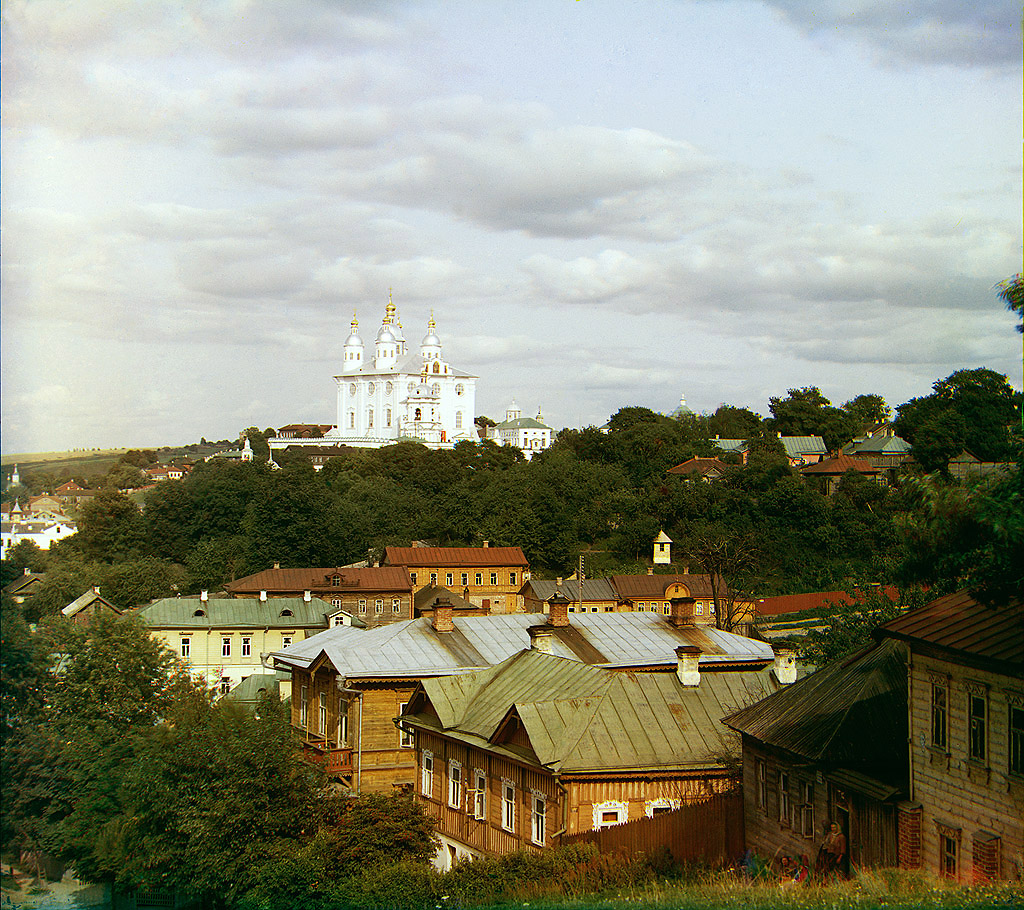
A Catedral da Assunção

Smolensk está entre uma das mais antigas cidades da Rússia. A primeira vez que o nome da cidade foi mencionado aconteceu em 863, dois anos após a fundação da antiga Rússia. De acordo com a Crônica de Nestor, Smolensk (localizada na região do sítio arqueológico de Gnezdovo) foi a capital da tribo eslava dos Krivichs em 882, quando Olegue tomou-a na sua incursão de Novogárdia para Quieve. A cidade já havia sido atacada décadas antes pelos chefes tribais dos varegues, Ascoldo e Dir, que no caminho para Quieve, decidiram invadir Smolensk devido ao seu tamanho e população.
O primeiro escritor estrangeiro a mencionar a cidade foi o Imperador Constantino Porfirogênito. Em Sobre a Administração Imperial (c. 950) ele descreveu Smolensk como sendo a principal ligação da rota de comércio entre os varegues e os gregos. Os navegadores das tribos eslavas dos Rus infiltravam-se pelo interior dos bálticos subindo o curso do rio Duina Ocidental navegando o mais longe que eles pudessem alcançar. Quando o trecho do rio não possibilitava mais a navegação, eles desciam dos barcos e os arrastavam pelo terreno até alcançarem o curso superior do rio Dniepre, de onde eles retomavam a navegação em direção ao Mar Negro. Era em Smolensk que eles supostamente reparavam os furos que surgiam nos cascos de seus barcos, devido ao procedimento de arrasto por terra firme, utilizando então o alcatrão para isso, daí a origem do nome da cidade.
O principado de Smolensk foi criado em 1054. Devido a sua posição estratégica em terras russas, a cidade desenvolveu-se rapidamente. No final do século XII o principado era um dos mais poderosos da Europa Oriental, de forma que o príncipe de Smolensk frequentemente ocupava o trono da Rússia de Quieve. Nesse tempo, numerosas igrejas foram construídas na cidade, inclusive a igreja de São Pedro e São Paulo (de 1146, reconstruída em sua presumida aparência original depois da Segunda Guerra Mundial) e a igreja de São João Batista (de 1180, também parcialmente reconstruída). A mais destacada igreja da cidade é chamada de Svirskaya (de 1197, ainda intacta); foi elogiada por contemporâneos como sendo a estrutura mais bela do leste de Quieve.

### Entre a Rússia, Lituânia e Polônia
Apesar de saqueada pelos exércitos mongóis em 1240, Smolensk pagava tributos para a Horda Dourada, aos poucos foi se tornando um peão na longa luta entre a Lituânia e a Moscóvia.
Em 1320 Smolensk tornou-se um aliado da Lituânia; a cidade finalmente parou de pagar tributos aos mongóis no início de 1330 (a Moscóvia pagou tributos até o século XVI). Em 1360 o exército de Smolensk participou de uma campanha da Lituânia contra a Moscóvia. Depois da União de Krewo, em 1385, entre a Polônia e a Lituânia, a Polônia foi aos poucos se envolvendo nos assuntos que diziam respeito a Smolensk.
O último monarca soberano de Smolensk foi Jorge de Esmolensco; durante seu desastroso reinado a cidade foi tomada por Vytautas da Lituânia em três ocasiões, em 1395, 1404 e 1408. Depois da incorporação da cidade ao Grão-Ducado da Lituânia em 1395, alguns boiardos de Smolensk (como os da família Sapieha) mudaram-se para Vilnius; descendentes dos príncipes governantes (como os Tatischevs, Kropotkins, Mussorgskis, Viazemskis) fugiram para Moscou.

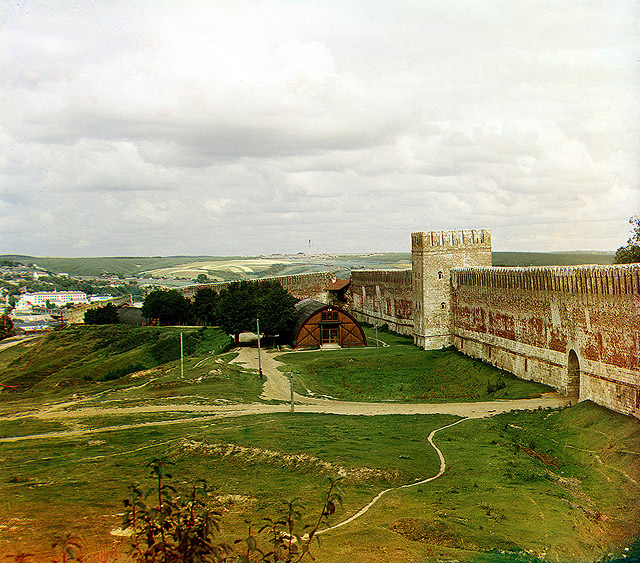
As muralhas da kremlin do século XVI

Em 1458, com uma população de dez mil pessoas, Smolensk foi provavelmente a maior cidade do século XV da Lituânia, sob a regência do estadista lituano Mykolas Kęsgaila. Três regimentos de Smolensk se mostraram decisivos na Batalha de Grunwald 1410 contra os Cavaleiros Teutônicos. Foi um duro golpe para a Lituânia, quando a cidade foi tomada por Basílio III da Rússia em 1514. Para comemorar este evento, o tsar fundou o Convento de Novodevichy em Moscou e dedicou-o ao ícone de Nossa Senhora de Smolensk.
A fim de repelir futuros ataques da República das Duas Nações, Boris Godunov mandou fortificar a cidade. A kremlin de pedra construída de 1597 a 1602 é a maior da Rússia. Foram construídas grossas muralhas e numerosas torres de observação. Essa pesada fortificação não impediu que a cidade fosse conquistada pelos polaco-lituanos em 1611 depois de vinte meses de cerco, durante o Tempo de Dificuldades e as Dimitríades. A enfraquecida Moscóvia cedeu temporariamente Smolensk para a República das Duas Nações de acordo com a Trégua de Deulino de 1619 e pelos próximos quarenta e três anos ela foi a capital da voivodia de Smoleńsk.
Para retomar a cidade, a Moscóvia iniciou a então chamada "Guerra de Smolensk" contra a República das Duas Nações em 1632. Depois da grande derrota comandada pelo rei polonês Vladislau IV Vasa, a cidade permaneceu em poder da República. Em 1632, o bispo ortodoxo Lew Kreuza construiu sua moradia em Smolensk; ela foi mais tarde transformada na igreja ortodoxa de Santa Bárbara. As hostilidades reiniciaram em 1654, quando a República foi abalada pela Revolta dos Cossacos Ucranianos e pela invasão da Suécia. Após um outro cerco, em 23 de setembro de 1654, Smolensk foi retomada pela Rússia quando a guarnição polaca deixou a cidade. Em 1667, de acordo com o Tratado de Andrusovo a República das Duas Nações finalmente renunciava ao seu interesse por Smolensk.

### História moderna

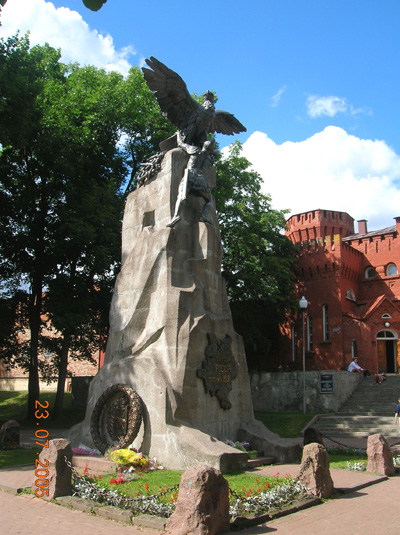
Monumentos das Águias

Smolensk tem sido um lugar especial para os russos por várias razões, um deles é o fato de que a sua catedral (Catedral da Assunção) abriga um dos ícones ortodoxos mais venerados, atribuído a São Lucas. A construção da catedral foi um grande projeto que demorou mais de um século para ser completada. Apesar de gradualmente ter perdido sua importância econômica, Smolensk era ainda valiosa para os tsares como uma fortaleza estratégica na defesa do caminho para Moscou. Ela foi transformada em capital de Guberniya em 1708.
Em agosto de 1812 dois dos maiores exércitos jamais reunidos enfrentaram-se em Smolensk. Durante a dura batalha, descrita por Leo Tolstoy em Guerra e Paz, Napoleão entrou na cidade. O total de perdas foi estimada em 30 000 homens. Além de outros monumentos militares, o centro de Smolensk apresenta o Monumento das Águias, inaugurado em 1912 para comemorar o centenário da campanha de Napoleão na Rússia.
Imediatamente após a Revolução de Outubro, quando a Bielorrússia ainda estava ocupada pelas forças alemãs, Smolensk (bielorrusso: Смаленск, Smalensk) tornou-se um importante centro político da Bielorrússia, embora permanecendo administrativamente como parte da Rússia. Em 1918, as forças de ocupação alemã declararam Smolensk Governorate uma componente da República Nacional da Bielorrússia, que durou menos de um ano. Em 2 de janeiro de 1919 a curta vida da República Socialista Soviética da Bielorrússia foi proclamada em Smolensk. Aquilo indicaria a intenção dos bolcheviques em incorporar a cidade à Bielorrússia. A ideia foi abandonada após a Guerra Polaco-Soviética de 1920.

#### Segunda Guerra Mundial

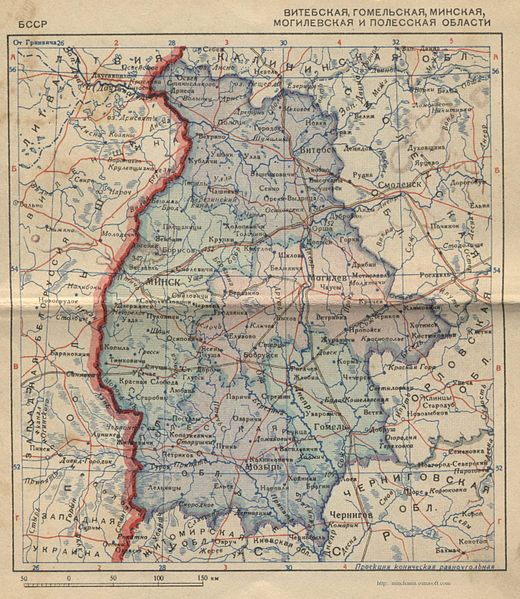
Mapa de 1919 a 1939 da RSSB. Smolensk (Смоленск), desde 1919 parte da República Socialista Federativa Soviética da Rússia.

Durante a Segunda Guerra Mundial, em 1940, ocorreu o Massacre de Katyn a 18 km de Smolensk, em que 22 mil prisioneiros de guerra poloneses foram assassinados pelo NKVD. O prefeito de Smolensk e o seu adjunto, Boris Menshagin e Boris Bazilevsky, foram ambos testemunhas-chave sobre o massacre nos Julgamentos de Nuremberga.
Smolensk foi novamente escolhida pela história como palco para uma de suas grandes batalhas, a Batalha de Smolensk. A primeira contra-ofensiva soviética contra o exército alemão aconteceu na cidade em agosto de 1941. Mais de 93% da cidade foi destruído durante o conflito. O antigo ícone religioso parece ter-se perdido para sempre, mas depois da guerra, o centro histórico foi reconstruído. Não é surpresa que o título de Cidade Heróica foi concedido a Smolensk depois da guerra. Smolensk é servida pelo Aeroporto e pela Base Aérea de Smolensk.
Depois que os alemães tomaram a cidade em 1941, eles encontraram os arquivos intactos do Comitê da Óblast de Smolensk do Partido Comunista, o então chamado Arquivo de Smolensk. O arquivo foi levado para a Alemanha e uma parte significativa dele acabou chegando aos Estados Unidos, fornecendo aos estudiosos ocidentais e especialistas dos serviços de inteligência com a única informação sobre os trabalhos locais do governo soviético durante suas primeiras duas décadas. Os arquivos foram devolvidos à Rússia em 2002 pelo governo dos Estados Unidos.

#### Na Federação da Rússia
Em 10 de abril de 2010, um Tupolev Tu-154M do 36.º Regimento Especial de Aviação da Força Aérea Polonesa, carregando o presidente da Polônia, Lech Kaczyński, sua esposa e outras proeminentes personalidades políticas e militares do país acidentou-se em uma área rural próximo a Smolensk enquanto se aproximava da base aérea local. Todos 96 passageiros morreram imediatamente com o impacto. O propósito dessa visita era para relembrar o 70º aniversário do Massacre de Katyn.

## Cidades-irmãs
- Tulle, Corrèze, França (1981)[4]
- Hagen, Renânia do Norte-Vestfália, Alemanha (1985)[4]
- Colorado Springs, Colorado, Estados Unidos [5]
- Varsóvia, Mazóvia, Polônia [4]
- Vitebsk, Voblast de Viciebsk, Bielorrússia [4]
- Targovishte, Targovishte, Bulgária [4]
- Jitomir, Oblast de Jitomir, Ucrânia [4]
- Tomsk, Oblast de Tomsk, Rússia
- Condado de Kutno, Voivodia de Łódź, Polônia [4]

## Esporte
A cidade de Smolensk é a sede do Estádio Spartak e do FC Kristall Smolensk, que participou do Campeonato Russo de Futebol. No passado também foi sede do FC Iskra Smolensk.